# Idiops grandis
Idiops grandis är en spindelart som först beskrevs av Hewitt 1915.  Idiops grandis ingår i släktet Idiops och familjen Idiopidae. Inga underarter finns listade i Catalogue of Life.